# Choanephora cucurbitarum
Choanephora cucurbitarum är en svampart som först beskrevs av Berk. & Ravenel, och fick sitt nu gällande namn av Roland Thaxter 1903. Choanephora cucurbitarum ingår i släktet Choanephora och familjen Choanephoraceae.   Inga underarter finns listade i Catalogue of Life.